# Kloster Schmerlenbach
Das Kloster Schmerlenbach  ist eine ehemalige Benediktinerinnen-Abtei in der Gemarkung Winzenhohl der Gemeinde Hösbach in Bayern in der Diözese Würzburg.

## Name

### Etymologie
Dem älteren Namen Hagen liegt das mittelhochdeutsche Wort hagen (lateinisch indago), das Dornbusch bzw. Einfriedung bedeutet, zugrunde. Der spätere Name leitet sich von dem den Ort durchfließenden Schmerlenbach (zur Fischbezeichnung Schmerle) ab.

### Frühere Schreibweisen
Frühere Schreibweisen des Kloster- und Siedlungsnamens:
| - 1218 Hagen - 1225 Indagine - 1240 Smerlenbach | - 1254 Smerlinbach, quod quondam vocabatur Hagen - 1273 Smerlibach - 1345 Schmerlenbach |

## Geschichte

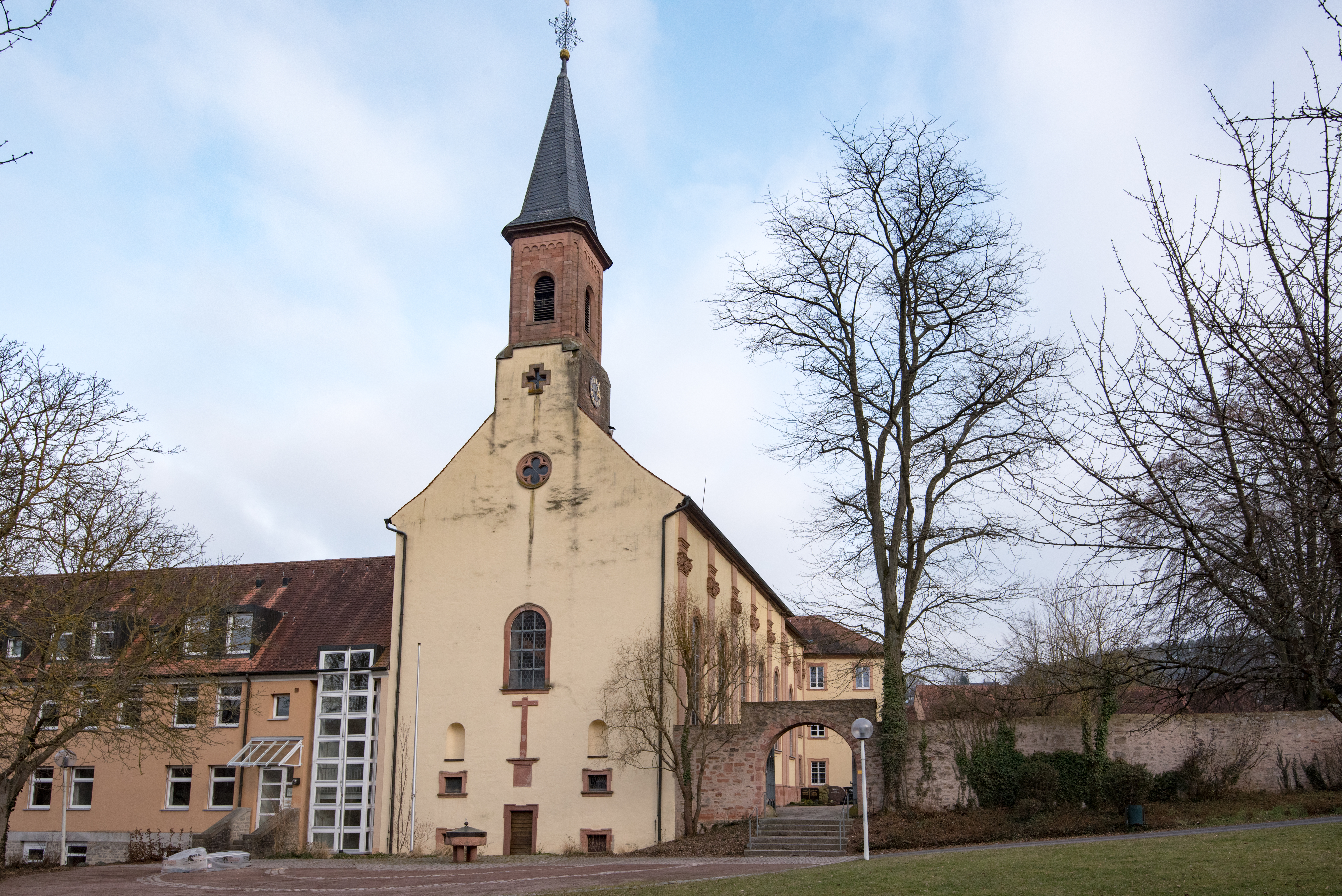
Die heutige Klosteransicht

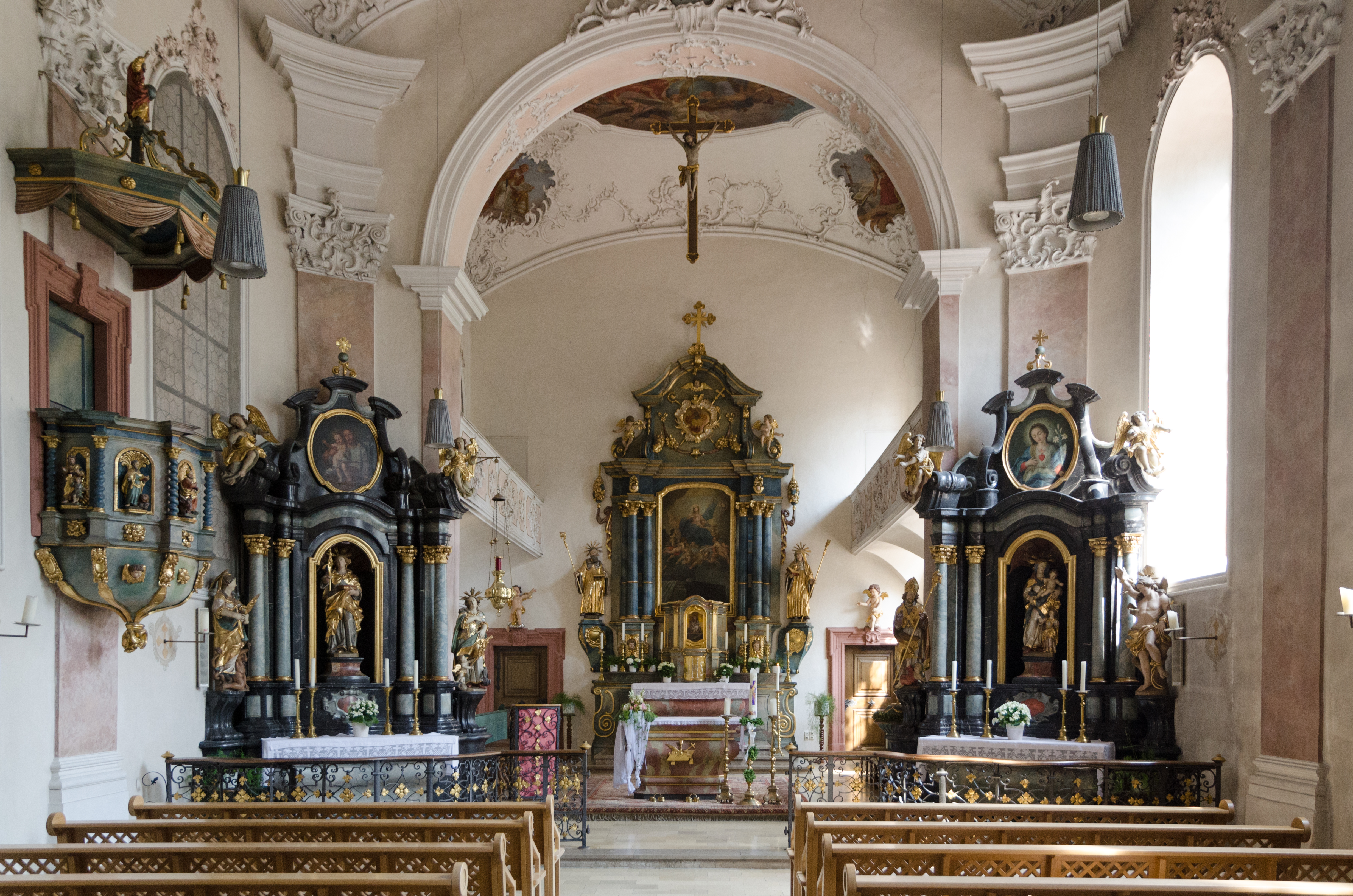
Inneres der ehem. Klosterkirche (bis 2017)

Das dem Patrozinium der Heiligen Jungfrau Maria anvertraute, nachmals zu Ehren der hl. Agatha geweihte Kloster wurde 1218 durch Gottfried von Kugelnberg, Propst zu Mockstadt und Archidiakon von Würzburg, gegründet. Die Kugelnberger waren im Aschafftal reich begütert und Herren auf der 2,5 km westlich gelegenen Burg Kugelnberg gewesen, die heute nur noch ein Burgstall ist.
Es kann nicht eindeutig geklärt werden, ob das Kloster an der heutigen Stelle seinen Ursprung hat. Das Kloster wurde 1218 als neue Stiftung in Hagen (lat. novella plantacio, que dicitur Hagen) gegründet. Daneben ist die Abschrift einer Urkunde vom 25. April 1219, ursprünglich ausgestellt von Erzbischof Siegfried II. aus Mainz erhalten. Darin gestattet er, bei der in Hagen gestifteten Muttergottes-Kapelle, ein Kloster nach den Gewohnheiten des Zisterzienserordens zu gründen. Weiterhin bestätigt er den Übertrag des Patronatsrechtes von Hösbach. Im historischen Kartenmaterial ist die Ruine im Schöntal in Aschaffenburg als Ruine des Nonnenklosters im Hagen bezeichnet. Erstmals wird in einer Urkunde aus dem Jahre 1221 davon gesprochen, dass das Kloster nicht mehr in Hagen steht, sondern in Schmerlenbach. Allerdings ist die Notiz (familia coenobii Smerlenbach quod quondam fuit in Hagen) offensichtlich nachträglich angefügt worden. Noch 1225 wurde es als Kloster Indagine bezeichnet. Erstmals wird das Kloster im Jahre 1240 als 'Smerlenbach' bezeichnet. Laut Dahl war es um das Jahr 1240 nach Schmerlenbach gezogen. Der Ort existierte offenbar schon vorher unter diesem Namen und hätte somit mit seinem Namen Patron stehen können. Nach 1240 gibt es keine urkundliche Erwähnung der Begriffe Hagen und Indagine im Zusammenhang mit dem Kloster. Dahl schlussfolgert daraus, dass es sich bei der Vorläuferanlage der o. g. Ruine um das ursprüngliche Kloster Schmerlenbach handelt. Das Gebiet um das ehemalige Kloster Hagen soll zudem der Ursprung des heutigen Stadtteils Schweinheim sein. Auffallend ist zudem, dass Erzbischof Siegfried von Mainz im Jahre 1226 dem Kloster in Indagine zwölf Felder und zwei Morgen Weinberge auf dem Bischofsberg (Bischberg) schenkt. Kittel führt  jedoch aus, dass das Kloster schon immer an diesen Ort gestanden habe. Die Namensänderung habe sich aus verschiedenen Gründen ergeben. Er stört sich insbesondere daran, dass laut Dahl das Kloster zwangsweise, aufgrund des Sittenverfalls der Nonnen, umgesiedelt wurde.
Das adelige Frauenkloster, das in den Anfängen auch als Zisterzienserinnenkloster bezeichnet ist, dann Züge eines adligen Frauenstifts annahm, wurde 1502 unter Äbtissin Elisabeth von Wertheim (1477–1525) endgültig den Benediktinern der Bursfelder Kongregation angeschlossen.  
Im Jahr 1758 wurde die baufällig gewordene Klosterkirche unter der Äbtissin Maria Engelberta von Rodenhausen abgerissen und im barocken Stil neu errichtet. Ihre Nachfolgerin Maria Antonia von Syrenburg war zugleich die letzte Äbtissin des Konvents. Nach ihrem Tod am 9. November 1807 fand sich keine Nachfolgerin. Das Kloster wurde daraufhin im Zuge der Säkularisation aufgelöst und an den Kurerzkanzler Karl Theodor von Dalberg übergeben. Dieser beschenkte 1807 das Aschaffenburger Klerikalseminar aus dem ehemaligen Besitz des Klosters. 1812 wurde Schmerlenbach eine eigene Pfarrei mit angeschlossenem Korrektionshaus für Geistliche. Erster Direktor des Korrektionshauses wurde Georg Scheiblein (1766–1840). Nach der Auflösung des Klosters 1808 wurden die Gebäude von Bauern bis in die 1970er Jahre genutzt. Danach errichtete die Bauernfamilie Werner und Hedwig Eckert unweit des Klosters einen Aussiedlerhof mit Hofladen.
Auf dem ehemaligen Klosterfriedhof, unmittelbar an der Kirche, werden die Verstorbenen von Winzenhohl beigesetzt.
1982 ging der Komplex in das Eigentum der Diözese Würzburg über. Unter Einbeziehung zahlreicher Neubauten wurde 1985 das Bildungs- und Exerzitienhaus „Maria an der Sonne“ 1985 eröffnet. Es wird seitdem von Pallottinern betreut.
Nach umfangreicher Sanierung und Renovierung von 2017 bis 2019 wurde die Kirche am 24. März 2019, am Hochfest der Verkündigung des Herrn, wiedereröffnet. Bischof Franz Jung aus Würzburg weihte den neuen Altar, den die Künstlerin Madeleine Dietz aus Landau entworfen hatte.

## Muttergottes

Porträt der Muttergottes von Schmerlenbach

Die spätgotische Figur der Muttergottes von Schmerlenbach stammt aus der Zeit um 1380. Die Redensart „ein Gesicht wie die Muttergottes von Schmerlenbach machen“ ist ein in Franken bekannter Spruch, der sich auf den leidenden Gesichtsausdruck des gotischen Gnadenbildes in der Wallfahrtskirche in Schmerlenbach bezieht.